# Favorit, Stavba motorů a vozidel G. Kroboth
Favorit, Stavba motorů a vozidel G. Kroboth war ein tschechoslowakischer Hersteller von Automobilen.

## Unternehmensgeschichte
Gustav Kroboth gründete 1928 das Unternehmen in Šternberk mit finanzieller Hilfe des Wollefabrikanten K. Grohmann. Im gleichen Jahr fand die Präsentation eines Automobils statt. 1930 begann die Serienproduktion. Der Markenname lautete Favorit. 1933 endete die Produktion. Andere Quellen geben die Bauzeit mit 1931 bis 1932 an. Insgesamt entstanden etwa 150 Exemplare. Gustav Kroboth stellte nach dem Zweiten Weltkrieg in seinem neuen Unternehmen Fahrzeug- und Maschinenbau Gustav Kroboth in Seestall erneut Kraftfahrzeuge her.

## Fahrzeuge
Das einzige Modell war ein sportlicher Kleinwagen. Für den Antrieb sorgte ein wassergekühlter Einzylinder-Zweitaktmotor. Aus 84 mm Bohrung und 100 mm Hub ergaben sich 554 cm³ Hubraum. Die Motorleistung betrug 10 PS. Der Motor war vorne im Fahrzeug montiert. Das Fahrzeug verfügte über einen Zentralrohrrahmen und eine hintere Pendelachse. Die Fahrzeuglänge betrug 320 cm, die Fahrzeugbreite 130 cm und die Fahrzeughöhe 140 cm. Der Neupreis betrug 14.950 Tschechoslowakische Kronen für den Roadster. Daneben gab es noch eine Ausführung mit Hardtop oder als Cabriolet für 19.000 Kronen.